# Huaxia Bank
Huaxia Bank Co., Ltd. (SSE: 600015) er en kinesisk Bank med hovedkvarter i Beijing. Den blev etableret i 1992. Deutsche Bank ejer 19,99 % af aktierne.